# Linguatula serrata
Espèce
Linguatula serrata est une espèce de crustacés de la famille des Linguatulidae. Il est un parasite zoonotique cosmopolite. Comme tous les pentastomides il parasite les systèmes respiratoires de vertébrés, en l'occurrence le rhinopharynx de mammifères, comme les chats, chiens, renards et d'autres carnivores. Tous les mammifères pourraient être des hôtes intermédiaires potentiels.

## Description
Le mâle mesure 18 à 20 millimètres et les femelles entre 80 et 120 millimètres de long.